# BrasilSat
BrasilSat A1 fue el primer satélite artificial brasileño, el satélite cilíndrico tipo HS-376 fue puesto en órbita en 1985 y convirtió a Brasil en la decimoctava nación en tener un satélite en órbita. Brasil no envió a órbita por primero un satélite para investigación científica (que vendría a ser el SCD-1, lanzado en 1993), sino uno para telecomunicaciones por la necesidad de modernizar las comunicaciones dentro del país.
El encargado fue la entonces empresa estatal de telecomunicaciones Embratel que recurrió a la empresa canadiense SPAR Aerospace para el diseño de dos satélites HS-376 (bajo licencia de la American Hughes Aircraft) nombrados Brasilsat A1 y Brasilsat A2 (lanzado al 1986) y a Francia para el lanzamiento desde en Kouru, en Guayana Francesa, siendo lanzado junto con el primer satélite saudí, Arabsat-1A. El satélite fue diseñado para durar ocho años pero estuvo en actividad hasta 2002 permaneciendo durante la mayor parte de su vida útil en la posición orbital de 65ºW, siendo trasladado a una órbita-basura después de la desactivación.

## Familia BrasilSat
En los años siguientes fueron lanzados una serie de satélites de la familia BrasilSat que también prestó servicios de telecomunicaciones a otros países de América Latina.

## Satélites
| Satélite     | Vehículo de lançamento | Fecha | Estado         |
| ------------ | ---------------------- | ----- | -------------- |
| Brasilsat A1 | Ariane 3               | 1985  | Retirado, 2002 |
| Brasilsat A2 | Ariane 3               | 1986  | Retirado, 2004 |
| Brasilsat B1 | Ariane 4               | 1994  | Retirado, 2010 |
| Brasilsat B2 | Ariane 4               | 1995  | Retirado, 2018 |
| Brasilsat B3 | Ariane 4               | 1998  | Retirado, 2018 |
| Brasilsat B4 | Ariane 4               | 2000  | Activo         |

En 1998, la empresa Embratel fue privatizada y el área satélite de Embratel se transformó en una subsidiaria llamada Star One y el nombre Brasilsat debería desaparecer y solo el término Star One entraría en su lugar.